# Sphinx separatus
Sphinx separatus is een vlinder uit de familie van de pijlstaarten (Sphingidae). De voorvleugel is donkergrijs met zwarte en grijswitte lijnen. De achtervleugel is zwart met een bruingrijzige rand en twee witte strepen. De spanwijdte ligt tussen de 115 en 125 millimeter. Waarschijnlijk heeft de mot maar één jaarlijkse generatie van eind juni tot begin augustus. De soort komt voor in Noord-Amerika, van Mexico tot Colorado.